# Euphemia III. von Masowien
Euphemia (poln. Eufemia; * zwischen 1415 und 1418; † um 1436) war eine polnische Prinzessin. Sie entstammte dem Adelsgeschlecht der masowischen Piasten und heiratete in die Gediminiden ein.

## Leben
Euphemia war Tochter von Herzog Bolesław Januszowic von Masowien († 1420/1425) und der litauischen Prinzessin Anna Fiodorówna und Schwester von Herzog Bolesław IV. von Warschau.

## Ehe und Familie
Der Krakauer Woiwode Dziersław z Rytwian hielt 1434 um ihre Hand an. 1435 heiratete sie den litauischen Fürsten Michael Žygimantaitis, den Sohn von Großfürst Sigismund Kęstutaitis. Sie verstarb jedoch kurz nach der Eheschließung. Die Ehe blieb kinderlos. Michael heiratete ihre Verwandte Katharine von Masowien.